# Pterotaenia fasciata
Pterotaenia fasciata är en tvåvingeart som först beskrevs av Christian Rudolph Wilhelm Wiedemann 1830.  Pterotaenia fasciata ingår i släktet Pterotaenia och familjen fläckflugor. Inga underarter finns listade i Catalogue of Life.